# Căsătorii între persoane de același sex în Uruguay
Căsătoria între persoane de același sex este legală în Uruguay din 5 august 2013. Proiectul de legalizare a trecut de Camera Deputaților pe 12 septembrie 2012 cu 81 de voturi pentru și 6 împotrivă.  Senatul a aprobat proiectul cu amendamente minore pe 2 aprilie 2013, cu 23 de voturi pentru și 8 împotrivă.Proiectul modificat a fost aprobat de Camera Deputaților cu 71 de voturi contra 21 pe 10 aprilie, și a fost semnat de președinte pe 3 mai 2013. Uruguay este a paisprezecea țară din lume care a permis căsătoria cuplurilor de același sex.

## Parteneriat înregistrat
Pe 1 ianuarie 2008 Uruguay a devenit prima țară latino-americană cu o lege a parteneriatelor înregistrate. Legea s-a numit Ley de Unión Concubinaria.
Proiectul pentru legalizare a fost propus de către senatorul Margarita Percovich al Frente Amplio (Frontul Vast). A trecut de Senat în 2006 și de Camera Deputaților, într-o formă puțin modificată pe 29 noiembrie 2007.Legea a fost aprobată sub aceeași formă de ambele camere pe 19 decembrie și semnată de președintele Tabaré Vázquez pe 27 decembrie. A intrat în vigoare pe 1 ianuarie 2008. Prima uniune a fost încheiată pe 17 aprilie 2008.
Conform legii, atât cuplurile de același sex cât și cei de sex diferit pot încheia un parteneriat înregistrat (unión concubinaria) după ce au trăit împreună cel puțin cinci ani, și devin astfel îndreptățiți la majoritatea beneficiilor căsătoriei, precum drepturi de securitate socială, moștenire, sau proprietate comună.
Un proiect susținut de guvern a fost discutat în parlament în primăvara anului 2008, și a primit sprijin din partea președintelui Vázquez și opoziție puternică din partea Bisericii Romano-Catolice. Proiectul a fost aprobat de Camera Deputaților pe 27 august 2009 cu 40 de voturi pentru și 13 împotrivă. și de Senat pe 9 septembrie 2009 cu 40 de voturi contra 13. Astfel Uruguay a devenit prima țară din America de Sud unde cuplurile de același sex pot adopta împreună.

## Căsătorie
Pe 25 mai 2009 senatorul Percovich a afirmat că dacă Frente Amplio va câștiga alegerile din octombrie 2009, acesta va introduce un proiect pentru căsătoriile între persoane de același sex. În octombrie Frente Amplio a câștigat o majoritate absolută în ambele camere, iar José Mujica, candidatul Frente Amplio la președinție a câștigat alegerile prezidențiale de pe 29 noiembrie 2009. În iulie 2010 legiuitorii au anunțat planul de a înainta proiectul care permitea căsătoria între persoane de același sex. Pe 25 iulie 2010 fostul președinte Julio María Sanguinetti și-a declarat susținerea pentru legalizarea căsătoriilor între persoane de același sex. Un alt fost președinte, Luis Alberto Lacalle, și-a declarat opoziția.
În aprilie 2011 Sebastián Sabini, legiuitor din Mișcarea pentru Participare Polulară, una dintre partidele coaliției Frente Amplio, a prezentat proiectul. Proiectul a fost înaintat Camerei Deputaților pe 6 septembrie 2001.
În iunie 2012 o instanță judecătorească a recunoscut căsătoriile între persoanele de același sex efectuate în alte țări. Decizia stabilea în același timp că legile locale permit deja căsătoria între persoane de același sex, chiar dacă nu în mod explicit, iar uruguayenii care se căsătoresc în afara țării pot cere unui judecător recunoașterea căsătoriei lor. Decizia a fost contestată.
În iunie 2012 ministrul Educației și Culturii a afirmat că proiectul de legalizare a căsătoriei între persoane de același sex va fi dezbătut în parlament până la sfârșitul anului 2012. Pe 4 iulie 2012 Comitetul Constituțional și Legislativ al Camerei Deputaților a început dezbaterea. Comitetul și-a dat aprobarea inițială pe 28 noiembrie 2012. Pe 5 decembrie comitetul a modificat proiectul și și-a dat aprobarea finală.
Pe 12 decembrie Camera Deputaților a aprobat proiectul cu 81 de voturi din 87, și l-a trimis Senatului. Pe 19 martie 2013 Comitetul Constituțional și Legislativ al Senatului a aprobat proiectul cu amendamente minore. Proiectul modificat a fost aprobat de către Senat pe 2 aprilie 2013 cu 23 de voturi contra 8, și de către Camera Deputaților pe 10 aprilie 2013 cu 71 de voturi favorabile și 21 împotrivă. Președintele a semnat legea pe 3 mai, iar acesta a intrat în vigoare pe 5 august 2013.

## Opinia publică
Conform unui sondaj Factum efectuat în noiembrie 2011, 52% din uruguayeni sprijină căsătoria între persoane de același sex, 32% sunt împotrivă, 10% sunt neutri, iar 6% nu au opinie.
Un sondaj Cifra efectuat între 29 noiembrie și 6 decembrie 2012 arată că 53% din uruguayeni sprijină căsătoriile între persoane de același sex, 32% sunt împotrivă, iar 15% nu au opinie.
Un alt sondak Cifra efectuat între 22 februarie și 4 martie 2013 arată că 54% sprijină aceste căsătorii, 32% sunt împotrivă, 9% sunt nedeciși, iar 4% nu au opinie.